# Eyes of Youth
Eyes of Youth è un film muto del 1919 diretto da Albert Parker e interpretato da Clara Kimball Young, Gareth Hughes, Pauline Starke.
In un piccolo ruolo, alla fine del film, appare Rodolfo Valentino.
Nel 1920, fu girata un'altra versione dallo stesso titolo Eyes of Youth, con protagonista Abbie Mitchell.
La sceneggiatura di Albert Parker si basa su Eyes of Youth, lavoro teatrale di Max Marcin e Charles Guernon andato in scena a New York il 22 agosto 1917.
Nel 1927, Alan Parker riprese la commedia di Marcin e Guernon per un remake del film, che, interpretato da Gloria Swanson, prese il titolo Gli amori di Sonia.

## Trama
Gina Ashling, in seguito ai problemi finanziari del padre, pensa di prendere marito. Ma è indecisa fra tre possibilità: sposare un uomo ricco, sposare l'uomo che ama, intraprendere la carriera di cantante d'opera. Uno yogi indiano le mostra in una sfera di cristallo il suo futuro che cambia in ragione della scelta che farà. Le vie del dovere, dell'ambizione e della ricchezza la portano sempre all'infelicità.
Il dovere la vede diventare una diligente insegnante di scuola. L'ambizione la porta al successo, ma raggiunto solo a prezzo dell'onore. La ricerca della ricchezza, la trova sposata con un ricco uomo d'affari. Però finisce per tradire il marito che chiede il divorzio.
Gina, alla fine, decide di seguire la strada che le indica il cuore e sposa l'uomo che ama.

## Produzione
Il film fu prodotto dalla Harry Garson Productions. Fu girato in California: a San Francisco, con riprese ai docks e sul mare, e a Los Angeles.

## Distribuzione
Distribuito dalla Equity Pictures Corporation, il film - presentato da Harry Garson - uscì in sala il 30 novembre  dopo una prima tenuta il 26 ottobre 1919. Del film esiste un positivo in 16 mm. Negli USA ne sono uscite delle versioni in VHS e un DVD distribuito nel 2006 dalla Grapevine. Nel dicembre 2000, la Image Entertainment ne aveva inserito un estratto di una decina di minuti in un DVD in NTSC dove presentava anche un altro film con Rodolfo Valentino, L'avventuriero (The Married Virgin).

### Data di uscita
IMDb
- USA	26 ottobre 1919  (première)
- USA	30 novembre 1919
- USA 2006 DVD

Alias
- Les Trois routes	Francia